# 島崎莉乃
島崎 莉乃（しまざき りの、1996年5月15日 - ）は、日本のタレント、ライター。女性アイドルグループ『Cheeky Parade』の全活動期（2012年 - 2018年）のメンバーである。神奈川県出身。愛称は「りのの」。

## 略歴
2010年、友人の勧めで『avex アイドルオーディション2010』に応募し、3次審査まで進むも落選。しかし、事務所から声をかけられ、レッスンを重ねたのち、2011年6月12日、iDOL Streetのデビュー候補生であるストリート生としてお披露目された。
2012年2月19日、iDOL Street第2弾グループCheeky Paradeが結成され、そのメンバーとしてお披露目された。
2018年7月31日にCheeky Paradeは解散。その後はエイベックス・マネジメントを退所し、タレント、ライターとして活動開始。2019年1月から静岡朝日テレビ『コピンクス2020〜港と僕とトリロジー〜』の物語構成を担当している。

## 人物
- 妹が1人いる[6]。
- 母親が『ローマの休日』や『ショーシャンクの空に』など名作映画をよく見ていた影響で映画が好きになる[7][8]。

## 出演

### テレビ

#### テレビドラマ
- 咲-Saki-阿知賀編 episode of side-A（2017年12月3日 - 12月24日、毎日放送） - 船久保浩子 役[9]
  - 特別編（2018年1月7日、毎日放送）

### ラジオ
- フリーダム!（2019年4月19日 - 2020年9月18日、エフエム甲府） - 番組内コーナー「島崎莉乃のシネマトーク」レギュラー

### 映画
- 咲-Saki-阿知賀編 episode of side-A（2018年1月20日、ティ・ジョイ） - 船久保浩子 役[9]
- 啓示への抵抗（2024年）

### 舞台
- ドリームプリンセス『白と黒の忘年会』（2019年11月2日 - 16日、新宿シアターモリエール） - 黒田花蓮 役[10]
- CONTE-RIBUTE Presents『ゼガヒデモ』（2020年1月23日 - 26日、新宿シアターミラクル） - Team-非[11]
- 『安達健太郎と役者が漫才とトークするLIVE』（2021年9月23日、GEKIBA）

### 広告
- リクナビNEXT 転職のそばに（2019年、リクルートキャリア）
- ミニミニ「オンライン内見篇」（2020年）[12]

### MV
- PARIS on the City!「れあもの」（2020年）[13]

### WEB番組
- 咲-Saki-阿知賀編 episode of side-A 劇場舞台挨拶 出演権争奪 キャスト麻雀大会（2017年12月26日、SHOWROOM） - 琴海りお、其原有沙、紗英と対戦。

### イベント
- 映画『咲-Saki-阿知賀編 episode of side-A』
  - 完成披露舞台挨拶（2018年1月11日、新宿バルト9 / T・ジョイPRINCE品川）[14]
  - 初日舞台挨拶（2018年1月20日、横浜ブルク13 / T・ジョイPRINCE品川）
- 島崎莉乃 シネマ夜会（ココロヲ・動かす・映画館〇（ココマルシアター））
  - Vol.01（2018年12月22日）
  - Vol.02（2019年2月16日）
  - Vol.03（2019年4月28日）
  - Vol.04 -SPECIAL BIRTHDAY NIGHT-（2019年5月26日）
  - Vol.05（2019年7月27日）
  - Vol.06（2019年10月18日）
- 映画『マイ・ブックショップ』上映後トークショー（2019年4月7日・28日、ココマルシアター）
- 映画『夢の音』アフタートーク（2019年4月16日、ココマルシアター）
- 映画『ハッピーアイランド』アフタートークショー（2019年4月21日、アップリンク吉祥寺）
- スペシャルトーク『二人の作家 河内彰×松本剛』対談 島崎莉乃「まだ、誰も観たことのない映画を観た少女」（2019年7月14日、シネマ・ロサ）
- SUPER PREMIUM LIVE #001（2019年9月7日、GINZA lounge ZERO） - MC
- 映画『スリーアウト！-プレイボール篇-』上演後トークイベント（2019年10月6日、シネマハウス大塚） - MC
- 映画『悪党に粛清を』上映後トークショー（2019年10月16日、高円寺シアターバッカス）
- 映画『シスターフッド』アフタートークショー（2020年12月11日、シネマハウス大塚）
- 映画『フィア・オブ・ミッシング・アウト』上映後トークショー（2021年8月18日、シネマ・ロサ）
- 映画『夢幻紳士 人形地獄』上映後トークショー（2021年10月2日、シネマハウス大塚）
- LIV3 R3BOOT "3CHO"（2024年3月22日、下北沢LIVE HAUS）

### その他
- WEBコラム連載『BEST T!MES「映画に取り憑かれた元アイドル・シマザキリノのシネフィルカフェ」』（2019年9月21日 - 、ベストセラーズ）[15]

## 提供作品
- アイドルカレッジ「Baccano!」（作詞[注 1]、2019年）[16]

## 出展
- ネオココニック展（2019年10月2日 - 6日、rusu）